# 洛泽特
洛泽特（法語：Lauzerte，法語發音：[lozɛʁt]）是法国塔恩-加龙省的一个市镇，位于该省西北部，属于卡斯泰尔萨拉桑区和凯尔西地区塞尔地区市镇公共社区，其市镇面积为44.56平方公里，2022年1月1日时人口数量为1,447人。
洛泽特是凯尔西地区塞尔地区市镇公共社区的办公驻地。

## 行政
洛泽特的邮政编码为82110，INSEE市镇编码为82094。

## 地理

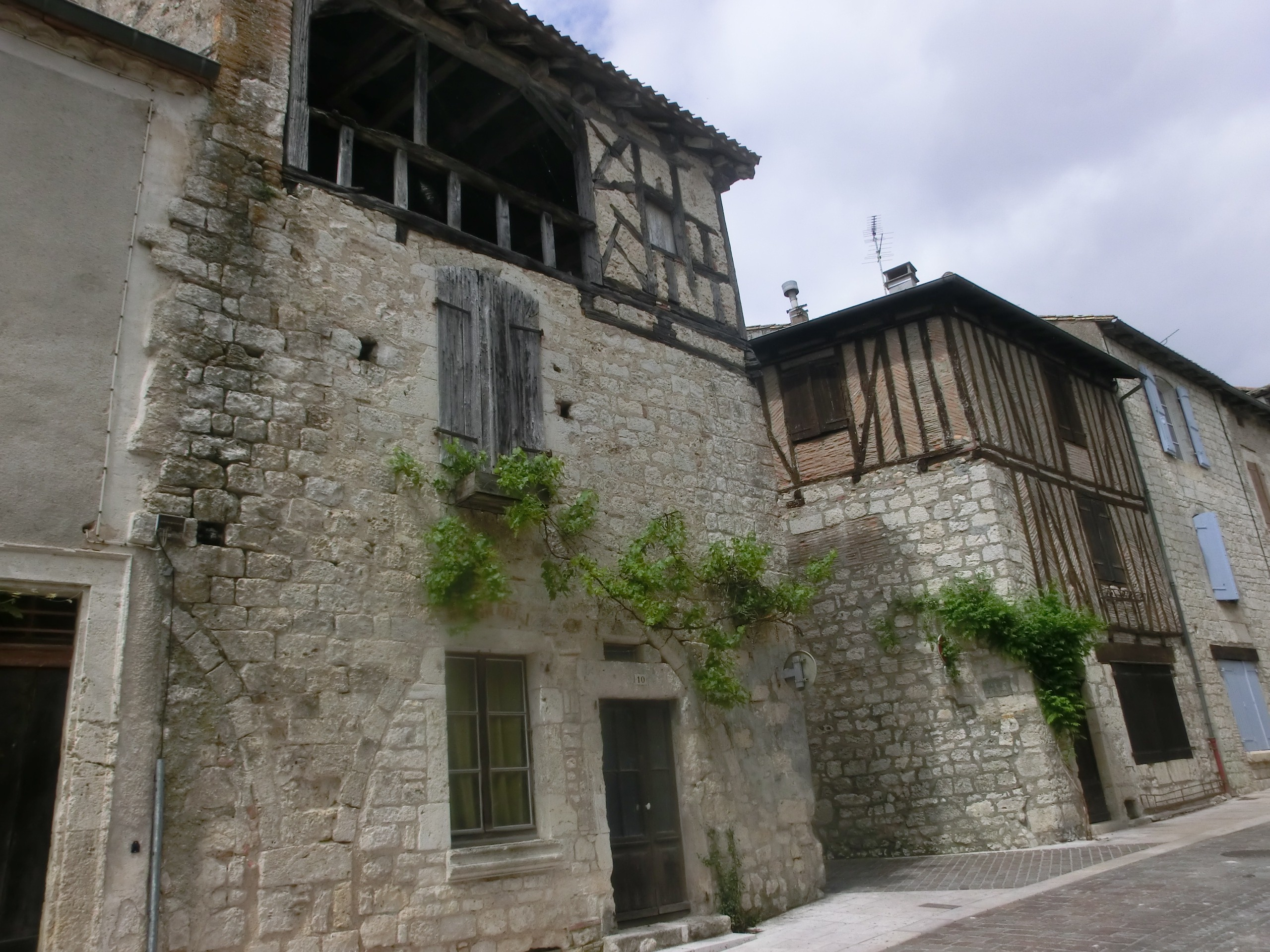
洛泽特居民建筑

洛泽特（44°15'21"N, 1°8'15"E）位于法国西南部，奥克西塔尼大区西北部和塔恩-加龙省西北部。
与洛泽特接壤的市镇包括：贝尔韦兹、凯尔西地区布洛克、卡兹-蒙德纳尔、蒙塔居代、凯尔西地区蒙泰居、圣阿芒德佩拉加勒、圣朱丽叶、图法耶、特雷茹勒。
朗杜河（Le Lendou）流经境内，属于加龙河流域。境内以丘陵为主，镇中心位于一处小山丘上，全境海拔在98至270米之间。
按照柯本气候分类法，洛泽特属于温带海洋性气候，但因纬度较低，故年均温相对较高。

## 历史
洛泽特历史上长期为一普通村落，中世纪出现教堂，13世纪时被迪福尔家族统治，法国大革命后成为一个市镇。

## 交通
塔恩-加龙省省道D2线、D34线、D54线、D58线、D73线、D81线和D953线经过洛泽特境内。

## 政治
现任洛泽特市长为让-克洛德·焦尔达纳先生（Jean-Claude Giordana），他是一名左翼无党派人士。

## 人口
| 年份   | 1936  | 1946  | 1954  | 1962  | 1968  | 1975  | 1982  | 1990  | 1999  | 2006  | 2008  | 2014  | 2018  |
| ------ | ----- | ----- | ----- | ----- | ----- | ----- | ----- | ----- | ----- | ----- | ----- | ----- | ----- |
| 人口數 | 1,852 | 1,886 | 1,856 | 1,816 | 1,802 | 1,654 | 1,635 | 1,529 | 1,487 | 1,501 | 1,505 | 1,479 | 1,447 |

## 社会
洛泽特境内有一处国家宪兵队，境内西部有一处足球场。

## 景观

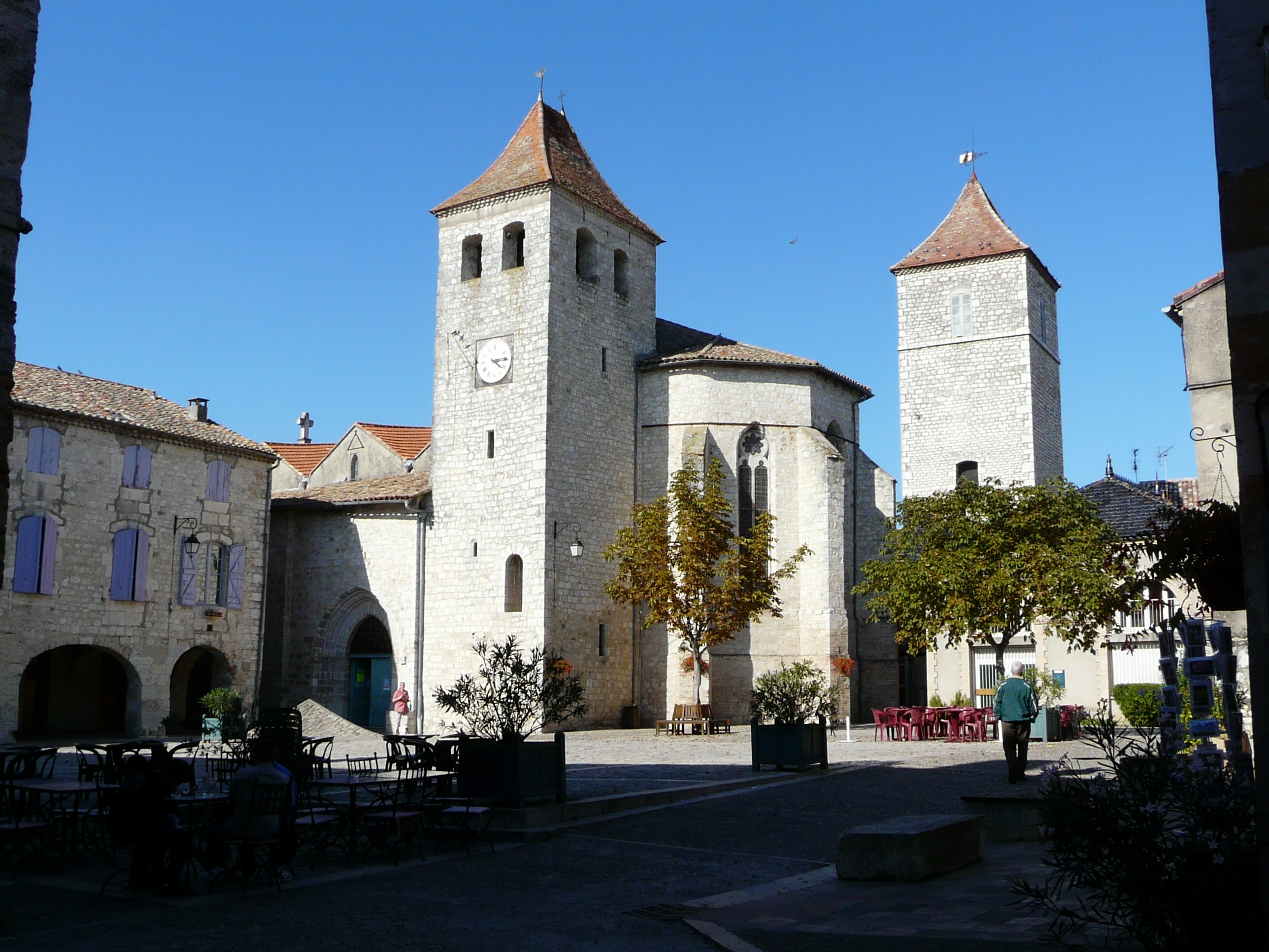
洛泽特教堂

洛泽特圣巴泰莱米教堂（église Saint-Barthélemy）是当地的代表性建筑物。